# Bodrež, Kanal ob Soči
Bodrež je naselje v Občini Kanal ob Soči. Leži ob bregu reke Soče v bližini Kanala. Skozi Bodrež pelje glavna cesta, nad njo so hiše, podnjo pa polja in vrtovi. V vasi stoji korito. V bližini Bodreža ob glavni cesti stoji Kašarjev mlin in še nekaj hiš. Nekoč so bile to Loge, danes pa spadajo pod Bodrež.
Bodrež pri Kanalu je rojstni kraj Valentina Staniča, duhovnika, prosvetitelja, humanista in predhodnika alpinizma v Evropi. V vasi je bila ob 200-letnici rojstva postavljena spominska plošča, njegov kip pa stoji v Kanalu.